# Championnat d'Allemagne de football 1955-1956
Navigation
Meisterschaft
(Oberligen)
1954-1955 Meisterschaft
(Oberligen)
1956-1957
La saison 1955-1956 du Championnat d'Allemagne de football était la 46e édition de la première division allemande. Le championnat fut disputé par 9 clubs issus de cinq ligues supérieures (les champions et vice-champions des Oberligen Nord, West, Südwest, Süd et le champion de l'Oberliga Berlin).
Depuis 1947, quatre Oberligen (Nord, West, Süd et Südwest) s'étaient constituées auxquelles s'ajoutait la Vertragsliga Berlin. Celle-ci fut, par facilité, familièrement dénommée "Oberliga Berlin". Depuis la saison 1950-1951, cette ligue ne concernait plus que les clubs situés à Berlin-Ouest. Malgré la faiblesse générale de ses clubs par rapport à la moyenne générale, la "Ligue berlinoise" resta maintenue jusqu'en 1963 pour d'évidentes raisons politiques, mais aussi "sentimentales".
Les modalités de qualification et le nombre de qualifiés total et/ou par "Oberliga" évoluèrent au fil des saisons. Pour cette édition 1954-1955, la DFB conserva la même formule que pour la saison précédente. C'est-à-dire que neuf clubs eurent accès à la phase finale. Les régions "Nord", "Ouest", "Sud" et "Sud-Ouest" qualifièrent deux équipes pour une seule à la zone de Berlin.
Les quatre vice-champions disputèrent un tour préliminaire, y inclus un tour de repêchage en vue d'éliminer une équipe. Ce fut le TuS Neuendorf qui resta sur le carreau. Ensuite, la phase finale se poursuivit avec les 8 derniers participants répartis en deux groupes de 4 (chaque équipe rencontrant ses adversaires en aller/retour) 
Les deux vainqueurs de groupe (Borussia Dortmund et Karlsruher SC) s'affrontèrent en finale pour l'attribution du titre national. Celui-ci resta dans la zone Ouest puisque le Ballspielverein Borussia 09 Dortmund remporta le premier titre de son histoire. Un titre qui le qualifie pour la deuxième édition de la Coupe des clubs champions européens la saison suivante.

## Oberliga Nord
L'Oberliga Nord 1955-1956 (en français : Ligue supérieure de football d'Allemagne du Nord) fut une ligue de football. Elle fut la 8e édition de cette ligue en tant que partie intégrante du Championnat d'Allemagne de football.
Cette zone couvrait le Nord du pays et regroupait les Länder de Basse-Saxe, du Schleswig-Holstein et le territoire des « Villes libres » de Brême et de Hambourg.
De 1946 à la fin de l'été 1948, les équipes de cette zone avaient pris part, en commun avec cette de la zone « Ouest », aux compétitions appelées Meisterschaft der Britische Besatzungzone 1946-1947 et  Meisterschaft der Britische Besatzungzone 1947-1948.

### Compétitions
Hamburger SV conserva le titre de Nordeutscher Meister (il en gagna 15 sur 16) et se qualifia pour la phase finale nationale en compagnie d'Hannover SV 96, le vice-champion.
Les deux néo-promus assurèrent leur maintien. Le VfB Oldenburg et l'Eimsbütteler TV furent relégués. Présent depuis 1948, Eimsbütteler ne remonta plus en Oberliga Nord jusqu'en 1963.

#### Légende
| Légende         |                                                                   |
| C               | Norddeutscher Meister & qualifié pour la phase finale nationale   |
| Q               | qualifié pour la phase finale nationale                           |
| (T)             | Tenant du titre de l'Oberliga Nord 1954-1955                      |
| R               | Relégué en Amateurligen vue de la saison suivante                 |
| en augmentation | club promu des Amateurligen depuis la fin de la saison précédente |

#### Classement
|   |    |                              | M  | G  | N  | P  | +  | -  | Avg  | Pts |
| - | -- | ---------------------------- | -- | -- | -- | -- | -- | -- | ---- | --- |
| C | 1  | Hamburger SV (T)             | 30 | 17 | 7  | 6  | 89 | 35 | 2,54 | 41  |
| Q | 2  | Hannover SV 96               | 30 | 16 | 6  | 8  | 57 | 39 | 1,46 | 38  |
|   | 3  | SV Arminia Hannover          | 30 | 13 | 11 | 6  | 46 | 39 | 1,18 | 37  |
|   | 4  | Kieler SV Holstein           | 30 | 13 | 9  | 8  | 51 | 37 | 1,38 | 35  |
|   | 5  | VfR Neumünster               | 30 | 13 | 7  | 10 | 49 | 45 | 1,09 | 33  |
|   | 6  | SV Werder Bremen             | 30 | 14 | 4  | 12 | 74 | 54 | 1,37 | 32  |
|   | 7  | TuS Bremerhaven 93           | 30 | 11 | 10 | 9  | 55 | 49 | 1,12 | 32  |
|   | 8  | 1. SC Göttingen 05           | 30 | 14 | 3  | 13 | 58 | 59 | 0,98 | 31  |
|   | 9  | FC Altona 93                 | 30 | 11 | 7  | 12 | 43 | 52 | 0,83 | 29  |
|   | 10 | VfL Osnabrück                | 30 | 11 | 6  | 13 | 48 | 64 | 0,75 | 28  |
|   | 11 | Braunschweiger TSV Eintracht | 30 | 12 | 3  | 15 | 68 | 71 | 0,96 | 27  |
|   | 12 | SV Eintracht Nordhorn        | 30 | 8  | 11 | 11 | 46 | 60 | 0,77 | 27  |
|   | 13 | FC St. Pauli                 | 30 | 9  | 9  | 12 | 36 | 47 | 0,77 | 27  |
|   | 14 | VfL Wolfsburg                | 30 | 8  | 9  | 13 | 55 | 62 | 0,80 | 25  |
| R | 15 | VfB Oldenburg                | 30 | 6  | 9  | 15 | 37 | 60 | 0,62 | 21  |
| R | 16 | Eimsbütteler TV              | 30 | 4  | 9  | 17 | 43 | 82 | 0,52 | 17  |

### Montées depuis l'échelon inférieur
Les deux derniers classés furent relégués et remplacés, en vue de la saison suivante, par deux clubs promus depuis les Amateurligen: Heider SV et SC Concordia Hambourg.

## Vertragsliga Berlin
L’Oberliga Berlin 1955-1956 — nom officiel Vertragsliga Berlin, en français : « Ligue berlinoise de football » — fut une ligue de football organisée à Berlin-Ouest.
Ce fut la 9e édition de cette ligue en tant que partie intégrante du Championnat d'Allemagne de football (deux éditions avaient eu lieu à titre « individuel » en 1945-1946 et en 1946-1947).
Depuis la saison 1950-1951, seuls les clubs localisés dans les différents districts de Berlin-Ouest participent à cette ligue.

### Nom officiel
Précisons que l'appellation officielle de la ligue fut Vertragsliga Berlin. Mais afin de faciliter la compréhension et le suivi de saison en saison, nous employons expressément le terme « Oberliga Berlin », puisque dans la structure mise en place par la DFB, cette ligue allait avoir dans les saisons suivantes, la même valeur que les quatre autres Oberligen (Nord, Ouest, Sud et Sud-Ouest).

### Compétition
Le Berliner FC Viktoria 1889 reconduisit son titre de Berliner Meister et se qualifia pour la phase finale nationale.
Les deux derniers classés furent relégués vers une ligue inférieure.

#### Légende
| C               | Berliner Meister & qualifié pour la phase finale nationale              |
| (T)             | Tenant du titre Berliner Meister 1954-1955                              |
| R               | Relégué en vue de la saison suivante                                    |
| en augmentation | club promu des séries inférieures depuis la fin de la saison précédente |

#### Classement
|   |    |                             | M  | G  | N  | P  | +  | -  | Avg  | Pts |
| - | -- | --------------------------- | -- | -- | -- | -- | -- | -- | ---- | --- |
| C | 1  | Berliner FC Viktoria 89 (T) | 22 | 13 | 3  | 6  | 60 | 28 | 2,14 | 29  |
|   | 2  | SC Minerva 93 Berlin        | 22 | 10 | 7  | 5  | 46 | 42 | 1,10 | 27  |
|   | 3  | Berliner SV 92              | 22 | 8  | 9  | 5  | 37 | 36 | 1,03 | 25  |
|   | 4  | Spandauer SV                | 22 | 11 | 2  | 9  | 44 | 33 | 1,33 | 24  |
|   | 5  | SV Blau-Weiss Berlin        | 22 | 7  | 10 | 5  | 28 | 29 | 0,97 | 24  |
|   | 6  | SC Union 06 Berlin          | 22 | 9  | 5  | 8  | 44 | 39 | 1,13 | 23  |
|   | 7  | Tennis Borussia Berlin      | 22 | 10 | 2  | 10 | 40 | 37 | 1,08 | 22  |
|   | 8  | FC Hertha 03 Zehlendorf     | 22 | 8  | 5  | 9  | 39 | 37 | 1,05 | 21  |
|   | 9  | SC Tasmania 1900 Berlin     | 22 | 6  | 9  | 7  | 21 | 25 | 0,84 | 21  |
|   | 10 | Hertha BSC Berlin           | 22 | 7  | 4  | 11 | 40 | 48 | 0,83 | 18  |
| R | 11 | Berliner FC Alemannia 90    | 22 | 7  | 4  | 11 | 30 | 52 | 0,58 | 18  |
| R | 12 | SC Wacker 04 Reinickendorf  | 22 | 4  | 4  | 14 | 27 | 51 | 0,53 | 12  |

### Montants depuis l'échelon inférieur
Les deux derniers classés furent relégués et remplacés par : Berliner FC Südring et  SC Rapide Wedding 1893.

## Oberliga West
L'Oberliga West 1955-1956 (en français : Ligue supérieure de football d'Allemagne occidentale) fut une ligue de football. Elle fut la 8e édition de cette ligue en tant que partie intégrante de la nouvelle formule du Championnat d'Allemagne de football.
Cette zone couvrait la région Ouest du pays : le Land de Rhénanie du Nord-Wesphalie.
De 1946 à la fin de l'été 1948, les équipes de cette Oberliga avaient pris part, en commun avec les clubs de la région "Nord", aux compétitions appelées Meisterschaft der Britische Besatzungzone 1946-1947 et  Meisterschaft der Britische Besatzungzone 1947-1948.

### Compétitions
Le Rot-Weiss Essen tenant du titre et champion national ne fut jamais dans le coup. Il ne se classa que 5e. Ce fut le Borussia Dortmund qui devint Westdeutscher Meister devant Schalke 04. Les deux clubs prirent part à la phase finale nationale.
Quelques semaines plus tard, le BVB remporta le premier titre national de son Histoire.
Les deux derniers classés furent relégués en 2. Oberliga West.

#### Légende
| Légende         |                                                                         |
|                 | Champion d'Allemagne de l'Ouest 1955                                    |
| C               | Westdeutscher Meister & qualifié pour la phase finale nationale         |
| Q               | qualifié pour la phase finale nationale                                 |
| (T)             | Tenant du titre Oberliga West 1954-1955                                 |
| R               | club relégués en 2. Oberliga West pour la saison suivante               |
| en augmentation | club promu de la 2. Oberliga West depuis la fin de la saison précédente |

#### Classement
|   |    |                           | M  | G  | N  | P  | +  | -  | Avg  | Pts |
| - | -- | ------------------------- | -- | -- | -- | -- | -- | -- | ---- | --- |
| C | 1  | Borussia Dortmund         | 30 | 20 | 5  | 5  | 78 | 36 | 2,17 | 45  |
| Q | 2  | FC Schalke 04             | 30 | 18 | 5  | 7  | 67 | 38 | 1,76 | 41  |
|   | 3  | Aachener TSV Alemannia    | 30 | 17 | 7  | 6  | 70 | 55 | 1,27 | 41  |
|   | 4  | Duisburger SpV            | 30 | 13 | 10 | 7  | 48 | 36 | 1,33 | 36  |
|   | 5  | Rot-Weiss Essen (T)       | 30 | 15 | 6  | 9  | 59 | 45 | 1,31 | 36  |
|   | 6  | Fortuna Düsseldorf        | 30 | 14 | 8  | 8  | 55 | 48 | 1,15 | 36  |
|   | 7  | 1. FC Köln                | 30 | 13 | 6  | 11 | 59 | 48 | 1,23 | 32  |
|   | 8  | Schwarz-Weiss Essen       | 30 | 9  | 10 | 11 | 44 | 45 | 0,98 | 28  |
|   | 9  | SV Sodingen               | 30 | 10 | 7  | 13 | 44 | 49 | 0,90 | 27  |
|   | 10 | Wuppertaler SV            | 30 | 12 | 3  | 15 | 43 | 62 | 0,69 | 27  |
|   | 11 | SC Preussen Münster       | 30 | 11 | 4  | 15 | 51 | 64 | 0,80 | 26  |
|   | 12 | Borussia München-Gladbach | 30 | 9  | 7  | 14 | 60 | 70 | 0,86 | 25  |
|   | 13 | SC Westfalia Herne        | 30 | 7  | 10 | 13 | 51 | 60 | 0,85 | 24  |
|   | 14 | SC Preussen Dellbrück     | 30 | 9  | 6  | 15 | 49 | 69 | 0,71 | 24  |
| R | 15 | SV Bayer 04 Leverkusen    | 30 | 7  | 3  | 20 | 37 | 65 | 0,57 | 17  |
| R | 16 | Sportfreunde Hamborn 07   | 30 | 6  | 3  | 21 | 45 | 70 | 0,64 | 15  |

### Parcours européen
Champion d'Allemagne de l'Ouest 1955, le Rot-Weiss Essen devint le tout premier club allemand à prendre part à une compétition européenne: la Coupe des Clubs champions européens créée lors de cette saison 1955-1956. Pour le Champion d'Allemagne, cette première expérience s'arrêta dès les 8es de finale, soit à l'époque le premier tour.

#### Coupe des Clubs champions
À cette époque, les buts inscrits en déplacement n'étaient pas considérés comme prépondérants.
| Aller - 8e de finale            | Rot-Weiss Essen | 0 - 4   | Hibernian FC                                                     |                                |                                |
| Mercredi 14 septembre 1955 20 H |                 | (0 - 2) | Eddie Turnbull 35e 53e · Lawrence Reilly 44e · Willie Ormond 81e | Stade de la Hafenstraße, Essen | Stade de la Hafenstraße, Essen |
| Mercredi 14 septembre 1955 20 H | Rapport         |         |                                                                  | Stade de la Hafenstraße, Essen | Stade de la Hafenstraße, Essen |

| Retour - 8e de finale            | Hibernian FC     | 1 - 1   | Rot-Weiss Essen    |                        |                        |
| Mercredi 12 octobre 1955 20 H 15 | John Buchanan 5e | (1 - 0) | Fritz Abromeit 47e | Easter Road, Édimbourg | Easter Road, Édimbourg |
| Mercredi 12 octobre 1955 20 H 15 | Rapport          |         |                    | Easter Road, Édimbourg | Easter Road, Édimbourg |

Le Rot-Weiss Essen est éliminé (1-5 en cumulé).

### Montée/Descente depuis l'étage inférieur
Depuis la saison 1949-1950, la Westdeutscher Fußball-und Leichtathletikverband (WFLV), avait créé la 2. Oberliga West.
En fin de saison, les deux derniers classés furent relégués. Ils furent remplacés par les deux premiers de la 2. Oberliga West qui cette saison était les deux descendants d'Oberliga la saison précédente : VfL Bochum (Champion 2. Oberliga West) et Meidericher SV (Vice-champion 2. Oberliga West).

## Oberliga Südwest
L'Oberliga Südwest 1955-1956 (en français : Ligue supérieure de football d'Allemagne du Sud-Ouest) est une ligue de football. Elle constitue la 9e édition en tant que partie intégrante de la nouvelle formule du Championnat d'Allemagne de football.
Cette zone couvre le Sud-Ouest du pays et regroupe le Land de Rhénanie-Palatinat et le protectorat de Sarre.

### Compétition
Nouveau titre de Südwestdeutscher Meister pour le 1. FC Kaiserslautern qui se qualifie pour la phase finale nationale avec le TuS Neuendorf.
Les deux derniers classés, le FV Engers 07 et le TuRa Ludwigshafen, sont relégués vers la 2. Oberliga Südwest.

#### Légende
| Légende         |                                                                            |
| C               | Südwest Meister & qualifié pour la phase finale nationale                  |
| Q               | qualifié pour la phase finale nationale                                    |
| (T)             | Tenant du titre Oberliga Südwest 1954-1955                                 |
| R               | Relégué en 2. Oberliga Südwest en vue de la saison suivante                |
| en augmentation | club promu de la 2. Oberliga Südwest depuis la fin de la saison précédente |

#### Classement
|   |    |                           | M  | G  | N | P  | +   | -  | Avg  | Pts |
| - | -- | ------------------------- | -- | -- | - | -- | --- | -- | ---- | --- |
| C | 1  | 1. FC Kaiserslautern (T)  | 30 | 25 | 3 | 2  | 108 | 41 | 2,63 | 53  |
| C | 2  | TuS Neuendorf             | 30 | 20 | 3 | 7  | 74  | 36 | 2,05 | 43  |
|   | 3  | 1. FC Saarbrücken         | 30 | 17 | 5 | 8  | 88  | 53 | 1,66 | 39  |
|   | 4  | FK Pirmasens              | 30 | 15 | 7 | 8  | 65  | 42 | 1,55 | 37  |
|   | 5  | VfR Frankenthal           | 30 | 14 | 6 | 10 | 47  | 37 | 1,27 | 34  |
|   | 6  | VfB Borussia Neunkirchen  | 30 | 14 | 6 | 10 | 57  | 47 | 1,21 | 34  |
|   | 7  | SV Phönix 03 Ludwigshafen | 30 | 15 | 4 | 11 | 49  | 43 | 1,14 | 34  |
|   | 8  | Eintracht Bad Kreuznach   | 30 | 14 | 4 | 12 | 59  | 75 | 0,79 | 32  |
|   | 9  | SV Saar 05 Saarbrücken    | 30 | 13 | 2 | 15 | 62  | 55 | 1,13 | 28  |
|   | 10 | 1. FSV Mainz 05           | 30 | 11 | 5 | 14 | 52  | 64 | 0,81 | 27  |
|   | 11 | VfR Wormatia Worms 08     | 30 | 9  | 8 | 13 | 65  | 66 | 0,98 | 26  |
|   | 12 | SV Eintracht Trier        | 30 | 9  | 7 | 14 | 47  | 57 | 0,82 | 25  |
|   | 13 | VfR Kaiserslautern        | 30 | 9  | 2 | 19 | 47  | 76 | 0,62 | 20  |
|   | 14 | SpVgg Andernach           | 30 | 7  | 5 | 18 | 43  | 87 | 0,49 | 19  |
| R | 15 | FV Engers 07              | 30 | 6  | 3 | 21 | 52  | 99 | 0,56 | 15  |
| R | 16 | TuRa Ludwigshafen         | 30 | 5  | 4 | 21 | 31  | 68 | 0,46 | 14  |

### Parcours européen
Bien que seulement 3e de l'Oberliga Südwest en 1955, et donc non qualifié pour la phase finale du championnat, le 1. FC Saarbrücken est convié à prendre part à la Coupe des Clubs champions européens, créée lors de cette saison 1955-1956. Saarbrücken est le "représentant de la Sarre", à cette époque toujours considérée comme un État indépendant. Elle ne redevient un Land de la République fédérale d'Allemagne que le 1er janvier 1957.
En raison de ses circonstances assez particulières, on peut donc dire qu'indirectement, l'Allemagne de l'Ouest est le premier pays à disposer de deux participants en Coupe d'Europe des Clubs champions.

#### Coupe des Clubs champions
À cette époque, les buts inscrits en déplacement n'étaient pas considérés comme prépondérants.
| Aller - 8e de finale         | AC Milan                                                                  | 3 - 4   | 1. FC Saarbrücken                                                                     |                       |                       |
| Mardi 1er novembre 1955 20 H | Amleto Frignani 15e · Juan Alberto Schiaffino 33e · Giorgio Dal Monte 37e | (3 - 2) | Peter Krieger 5e · Waldemar Philippi 43e · Karlheinz Schirra 67e · Herbert Martin 69e | Stade San Siro, Milan | Stade San Siro, Milan |
| Mardi 1er novembre 1955 20 H | Rapport                                                                   |         |                                                                                       | Stade San Siro, Milan | Stade San Siro, Milan |

| Retour - 8e de finale             | 1. FC Saarbrücken   | 1 - 4   | AC Milan                                                           |                                  |                                  |
| Mercredi 23 novembre 1955 14 H 15 | Herbert Binkert 32e | (1 - 1) | Valentino Valli 8e 77e · Theodor Puff 75e (csc) · Eros Beraldo 86e | Stade de Ludwigspark, Sarrebruck | Stade de Ludwigspark, Sarrebruck |
| Mercredi 23 novembre 1955 14 H 15 | Rapport             |         |                                                                    | Stade de Ludwigspark, Sarrebruck | Stade de Ludwigspark, Sarrebruck |

L'1. FC Saarbrücken est éliminé (5-7 en cumulé).

### Montées depuis l'étage inférieur
Depuis la saison 1951-1952, la Fußball-Regional-Verband Südwest (FRVS) a instauré une ligue constituant un 2e niveau : la 2. Oberliga Südwest.
Les deux derniers classés sont relégués en 2. Oberliga Südwest, et sont remplacés par les deux premiers de cette ligue : Sportfreunde 05 Saarbrücken (Champion 2. Oberliga Südwest) et FV Speyer (Vice-champion 2. Oberliga Südwest).

## Oberliga Süd
L'Oberliga Süd 1955-1956 (en français : Ligue supérieure de football d'Allemagne du Sud) est la 9e édition de la compétition en tant que partie intégrante du Championnat d'Allemagne de football.
L'Oberliga Süd couvre le Sud du pays et regroupe les Länders du Bade-Wurtemberg, de Bavière et de Hesse.

### Compétition
Le Karlsruher SC remporte le titre de Süddeutscher Meister devant le VfB Stuttgart. Les deux clubs sont qualifiés pour la phase finale nationale, lors de laquelle le "KSC" atteint la finale où il bute sur le Borussia Dortmund.
Promu, le Viktoria Aschaffenburg termine à une jolie 5e place. Par contre, l'autre club montant, le Munich 1860 redescend immédiatement. Il accompagne Reutlingen, en 2. Oberliga Sud.

#### Légende
| Légende         |                                                                       |
| C               | Süddeutscher Meister & qualifié pour la phase finale nationale        |
| Q               | qualifié pour la phase finale nationale                               |
| (T)             | Tenant du titre 1954-1955                                             |
| R               | Relégué en 2. Oberliga Süd en vue de la saison suivante.              |
| en augmentation | club promu de 2. Oberliga Süd, depuis la fin de la saison précédente. |

#### Classement
|   |    |                            | M  | G  | N  | P  | +  | -  | Avg  | Pts |
| - | -- | -------------------------- | -- | -- | -- | -- | -- | -- | ---- | --- |
| C | 1  | Karlsruher SC              | 30 | 17 | 7  | 6  | 63 | 38 | 1,66 | 41  |
| Q | 2  | VfB Stuttgart              | 30 | 14 | 10 | 6  | 52 | 29 | 1,79 | 38  |
|   | 3  | VfR Mannheim               | 30 | 17 | 2  | 11 | 73 | 45 | 1,62 | 36  |
|   | 4  | Offenbacher FC Kickers (T) | 30 | 16 | 4  | 10 | 66 | 51 | 1,29 | 36  |
|   | 5  | SV Viktoria Aschaffenburg  | 30 | 13 | 9  | 8  | 61 | 45 | 1,36 | 35  |
|   | 6  | SG Eintracht Frankfurt     | 30 | 13 | 5  | 12 | 56 | 49 | 1,14 | 31  |
|   | 7  | 1. FC Nürnberg             | 30 | 12 | 7  | 11 | 42 | 41 | 1,02 | 31  |
|   | 8  | 1. FC Schweinfurt 05       | 30 | 13 | 4  | 13 | 53 | 53 | 1,00 | 30  |
|   | 9  | FSV Frankfurt              | 30 | 13 | 3  | 14 | 51 | 43 | 1,19 | 29  |
|   | 10 | SSV Jahn Regensburg        | 30 | 11 | 6  | 13 | 41 | 51 | 0,80 | 28  |
|   | 11 | BC Augsburg                | 30 | 9  | 8  | 13 | 48 | 53 | 0,91 | 26  |
|   | 12 | TSV Schwaben Augsburg      | 30 | 10 | 6  | 14 | 43 | 57 | 0,75 | 26  |
|   | 13 | SpVgg Fürth                | 30 | 11 | 4  | 15 | 48 | 69 | 0,70 | 26  |
|   | 14 | SV Stuttgarter Kickers     | 30 | 11 | 2  | 17 | 33 | 43 | 0,77 | 24  |
| R | 15 | SSV Reutlingen 05          | 30 | 10 | 4  | 16 | 49 | 81 | 0,60 | 24  |
| R | 16 | TSV 1860 München           | 30 | 8  | 3  | 19 | 43 | 74 | 0,58 | 19  |

### Montée / Descente depuis l'étage inférieur
Créée lors de la saison 1950-1951 par la Süddeutscher Fußball-Verband (SFV), la 2. Oberliga Süd se trouve directement inférieure à l'Oberliga et directement supérieure aux séries de Landesliga.
Les deux derniers classés sont relégués et remplacés par les deux premiers de la 2. Oberliga Süd 1955-1956 : Fribourg FC (Champion) et le Bayern Munich (Vice-champion).

## Phase finale nationale

### Les 9 clubs participants
| Oberligen           | Qualifiés                          | Remarques                           | Tour d'entrée              |
| ------------------- | ---------------------------------- | ----------------------------------- | -------------------------- |
| Oberliga Nord       | Hamburger SV Hannover SV 96        | Norddeutscher Meister 2e Nord       | Groupe 2 Tour préliminaire |
| Vertragsliga Berlin | Berliner FC Viktoria 89            | Berliner Meister                    | Groupe 2                   |
| Oberliga West       | Borussia Dortmund FC Schalke 04    | Westdeutscher Meister 2e West       | Groupe 2 Tour préliminaire |
| Oberliga Südwest    | 1. FC Kaiserslautern TuS Neuendorf | Südwestdeutscher Meister 2e Südwest | Groupe 1 Tour préliminaire |
| Oberliga Süd        | Karlsruher SC VfB Stuttgart        | Süddeutscher Meister 2e Süd         | Groupe 1 Tour préliminaire |

### Compétition

#### Tour de qualification
Les quatre vice-champions disputèrent le tour préliminaire. Les vainqueurs des rencontres du premier tour et le gagnant du match de repêchage se qualifièrent pour la phase de groupes.

##### Premier tour
Rencontres jouées le 5 mai 1956
| Équipe 1      | Résultat | Équipe 2       |
| ------------- | -------- | -------------- |
| FC Schalke 04 | 2-1      | Hannover SV 96 |
| VfB Stuttgart | 8-0      | TuS Neuendorf  |

- FC Schalke 04 et VfB Stuttgart, qualifiés pour la phase de groupes.

##### Match de repêchage
Rencontre jouée le 12 mai 1956
| Équipe 1       | Résultat | Équipe 2      |
| -------------- | -------- | ------------- |
| Hannover SV 96 | 3-3      | TuS Neuendorf |

Match d'appui :
Rencontre jouée le 13 mai 1956
| Équipe 1       | Résultat | Équipe 2      |
| -------------- | -------- | ------------- |
| Hannover SV 96 | 3-2      | TuS Neuendorf |

- Hannover SV 96, qualifié pour la phase de groupes.

#### Premier tour
Les rencontres furent jouées entre le 13 mai 1956 et le 17 juin 1956.

##### Groupe 1
| Rang | Équipe               | Pts | J | G | N | P | Bp | Bc | Diff |  | Résultats (▼ dom., ► ext.) | KSC | S04 | KAI | HAN |
| ---- | -------------------- | --- | - | - | - | - | -- | -- | ---- |  | -------------------------- | --- | --- | --- | --- |
| 1    | Karlsruher SC        | 7   | 6 | 3 | 1 | 2 | 7  | 5  | +2   |  | Karlsruher SC              |     | 3-2 | 0-1 | 0-0 |
| 2    | FC Schalke 04        | 7   | 6 | 3 | 1 | 2 | 16 | 12 | +4   |  | FC Schalke 04              | 0-3 |     | 3-1 | 3-1 |
| 3    | 1. FC Kaiserslautern | 7   | 6 | 3 | 1 | 2 | 16 | 13 | +3   |  | 1. FC Kaiserslautern       | 0-1 | 4-4 |     | 5-3 |
| 4    | Hannover SV 96       | 3   | 6 | 1 | 1 | 4 | 8  | 17 | -9   |  | Hannover SV 96             | 2-0 | 0-4 | 2-5 |     |

##### Groupe 2
| Rang | Équipe             | Pts | J | G | N | P | Bp | Bc | Diff |  | Résultats (▼ dom., ► ext.) | DOR | HSV | STU | BER |
| ---- | ------------------ | --- | - | - | - | - | -- | -- | ---- |  | -------------------------- | --- | --- | --- | --- |
| 1    | Borussia Dortmund  | 9   | 6 | 4 | 1 | 1 | 19 | 4  | +15  |  | Borussia Dortmund          |     | 5-0 | 4-1 | 1-1 |
| 2    | Hamburger SV       | 9   | 6 | 4 | 1 | 1 | 14 | 10 | +4   |  | Hamburger SV               | 2-1 |     | 0-0 | 5-1 |
| 3    | VfB Stuttgart      | 4   | 6 | 1 | 2 | 3 | 9  | 14 | -5   |  | VfB Stuttgart              | 0-2 | 2-4 |     | 3-1 |
| 4    | Viktoria 89 Berlin | 2   | 6 | 0 | 2 | 4 | 7  | 21 | -14  |  | Viktoria 89 Berlin         | 0-6 | 1-3 | 3-3 |     |

#### Finale
| 24 juin 1956 | BV 09 Borussia Dortmund                                  | 4 - 2 | Karlsruher SC                | Olympiastadion, Berlin                        |                                               |
|              | Niepieklo 15e · Kelbassa 26e · Preißler 53e · Peters 57e |       | Kunkel 10e · Burgsmüller 66e | Spectateurs : 75 000 Arbitrage : Albert Dusch | Spectateurs : 75 000 Arbitrage : Albert Dusch |

## Bilan de la saison
| Tableau d'Honneur                   |                   |
| Compétition                         | Vainqueur         |
| Championnat d'Allemagne de football | Borussia Dortmund |
| Coupe d'Allemagne de football       | Karlsruher SC     |

| Qualifications européennes                   |                   |
| Coupe d'Europe des clubs champions 1956-1957 | Qualifié          |
| Tour préliminaire                            | Borussia Dortmund |